# Reconquista (miasto)
Reconquista – miasto w Argentynie; w prowincji Santa Fe; 74 tys. mieszkańców (2006).
Miasto jest siedzibą klubu piłkarskiego Club Atlético Adelante.

## Miasta partnerskie
- Albacete